# 1339년

## 연호
- 원(元) 지원(至元) 5년
- 일본(日本) 남조(南朝) 엔겐(延元) 4년
- 일본(日本) 북조(北朝) 랴쿠오(暦応) 2년
- 쩐 왕조(陳朝) 카이흐우(開佑) 11년

## 기년
- 원(元) 혜종(惠宗) 7년
- 고려(高麗) 충숙왕(忠肅王) 복위 8년
- 쩐 왕조(陳朝) 헌종(憲宗) 11년

## 사건
- 이슬람교도들이 카슈미르를 정복하다.
- 영국과 프랑스 사이에 백년 전쟁이 일어나다.
- 충숙왕이 세상을 떠남. 그의 나이는 44세.
- 왕고를 왕으로 세우려고 조적 등이 반란을 일으켰으나 진압됨. 왕고, 조적과 일당들은 참살당함.
- 충혜왕이 왕의 자리로 다시 돌아옴.

## 사망
- 고려 27대 국왕 충숙왕